# La Barretina : semmanari popular
La Barretina va ser una revista setmanal de caràcter humorístic i satíric publicada entre el gener i l’octubre de 1868 en la seva primera època, i el març de 1873 en la segona època. Va ser fundada i dirigida per Antoni Feliu i Codina l’any 1868. 

## Història
La Barretina es va publicar per primera vegada el 4 de gener de 1868. Va ser una de les revistes nascudes l’any que va tenir lloc la Revolució de Setembre o La Gloriosa, que va posar fi al regnat d’Isabel II i va donar pas al sexenni democràtic.
El director de la revista durant tota la seva història va ser Antoni Feliu i Codina, fundador també d'El Estado Catalán l’any 1869 juntament amb Valentí Almirall i Manuel Lasarte. Feliu i Codina signava les seves publicacions amb el pseudònim Antonet Serra.
Segons la portada de la primera època de La Barretina, dissenyada per Joan Aleu, la direcció i redacció de la revista es trobava al carrer de la Princesa número 4, pis 2, i l’administració era a la Llibreria Eudalt Puig, a Plassa nova número 5. La portada de les publicacions de la segona època, dissenyada també per Joan Aleu, era igual que la de la primera amb només dues diferències: a cada costat del títol posava “segona època”, i la direcció de l’administració i la redacció havien canviat, ara constava que eren a San Simplici del Regomir número 4.
El primer número de la revista començava amb un escrit titulat Any nou vida nova, signat per Antonet Serra. En tercer lloc apareixia sempre un apartat titulat Rum, rum, signat per F., que constava de diversos fragments informatius o adreçats als lectors. Un dels fragments de la primera publicació del setmanari deia així: «Algú de vostès s'haurá estranyat de que en la cabessera de lo nostre diari, no hagi aparegut l’article d’introducció, esplicant qui som y qui deixem de ser, ahont anem, y quins son los nostres fins, Nosaltres no’ns entenem de promeses: los fets parlarán. Ja tindrán ocasió de coneixens y de saber ahont anem.»
La revista és prematura a les normes ortogràfiques vigents catalanes. El setmanari es va publicar a la Llibreria de Eudalt Puig de Barcelona l’any 1868 amb l’ajuda de la impremta de Jaume Jepús, i sortia un número cada setmana.
La revista va publicar 43 números entre el 4 de gener i el 17 d’octubre de l’any 1868. No va ser fins al 1873 quan es va tornar a publicar la revista amb el mateix nom, director i portada. El setmanari popular va tornar a sortir l’any 1873, amb la mateixa portada, acompanyant el segon moviment catalanista on es va proclamar l'estat català dins la federació espanyola. Durant aquest segon període, però, només es van publicar dos números, apareguts el 9 i 16 de març del 1873.
En l’últim número de la revista de l’any 1868, es va canviar el nom del carrer on era la direcció i redacció d'aquesta. En comptes de ser el carrer de la Princesa, va aparèixer el carrer de la Revolució.
Existeix una edició digital completa en accés obert al Catàleg Col·lectiu de les Universitats de Catalunya.

## Temàtica
La matèria de La Barretina és l’humorisme català. Pel que fa a la presència de la literatura oral, de la revista s'han extret més de cinquanta entrades relacionades amb els gèneres de l’acudit, de la cançó, de l'endevinalla, de la rondalla i refranys. De tots aquests materials, només un ha format part del corpus d’aquest treball, la rondalla religiosa, amb presència en l’índex internacional (Uther 2004) ATU 750A «Los tres desitjos». Contenen material rondallístic com CORNET, Josep (1868): «Cuentos de color de fum», dins La Barretina, 4 de gener de 1868 números 2-3. El codi internacional d'identificació (ISSN) és 2565-0866 2565-0866.

## Director i col·laboradors
El fundador i director de La Barretina va ser Antoni Feliu i Codina (Barcelona, novembre 1846 - 4 de setembre de 1917).
El setmanari comptava amb diversos col·laboradors coneguts entre els quals es trobaven Antoni Aulestià i Pijoan (Reus, 1848 - Barcelona 1908), Pompeu Gener (Barcelona 1846 - Barcelona 1920) i el polític i escriptor Joaquim Riera i Bertran (Girona, 1848 - Barcelona, 1924), mestre en Gai Saber (títol honorífic al guanyador de tres premis ordinaris dels Jocs Florals de Barcelona, l'Englantina d'or, la Flor natural i la Viola or i plata) l’any 1904. També apareixien a la revista poemes escrits per Serafí Pitarra.

## Format
La Barretina es publicava una vegada a la setmana en un fulletó de 42x60 cm. Cada publicació costava 2 quartos, segons apareix a les imatges de la revista. El format del setmanari va ser el mateix tant en les 43 publicacions de 1868 com en les dues realitzades l’any 1873.

## Contingut
El primer que apareixia en el setmanari de la primera època era un sumari amb el contingut d’aquell número i els autors de cada apartat. Aquest sumari no va aparèixer en les dues publicacions del setmanari el 1873.
La Barretina constava de diferents apartats: Escrits del director, poemes, Rum, rum, jeroglífics, acudits, endevinalles i xarades.
El Rum, rum era un apartat integrat per fragments informatius curts i alguns adreçats als lectors. Aquest apartat estava sempre signat per F. i apareixia a totes les publicacions del setmanari de la primera època. En la segona època aquest apartat va passar a titular-se Retalls, però ja no anava signat.
Van aparèixer molts autors de poemes diferents, entre ells Frederic Soler i Hubert, conegut amb el pseudònim Serafí Pitarra, que va escriure La anunciació, Francesc d'Assís Ubach i Vinyeta, que va escriure La Barretina catalana i La font, i Josep Martí, que va escriure L’amistat.
Finalment, apareixien els acudits, els jeroglífics, les xerrades i les endevinalles. Les solucions de les publicades en un número apareixien en la publicació de la següent setmana.